# 분카무라도리

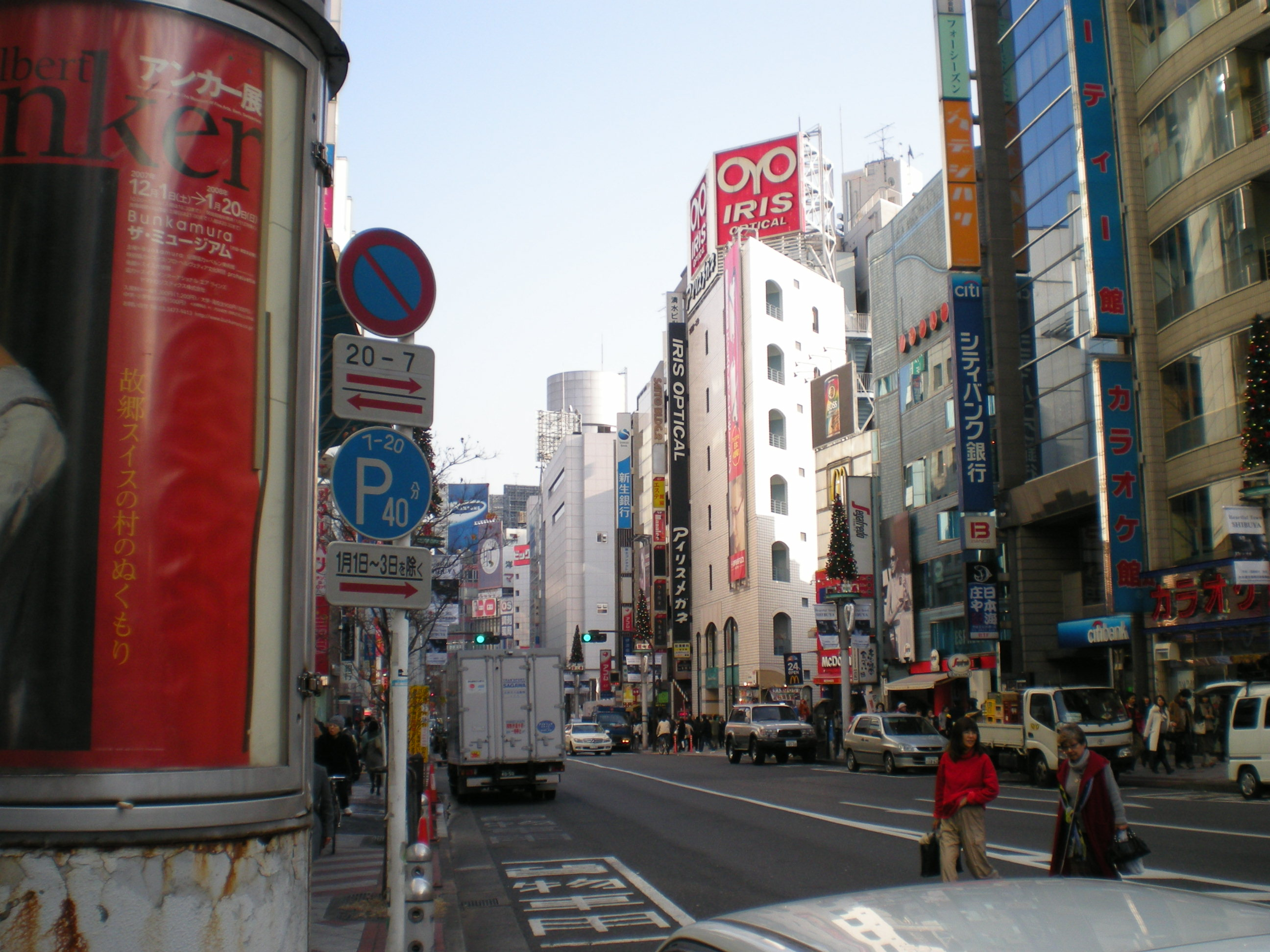

분카무라도리(일본어: 文化村通り)는 일본 도쿄도 시부야에 있는 도로로, 시부야 109 앞 도젠자카 교차점에서 출발해 도큐백화점에 이르는 약 250m의 거리이다. 예전에는 도큐본점대로라고 불렀지만, 1989년에 도큐 그룹이 Bunkamura의 영업을 개시하고 나서 지금의 이름이 되었다. 돈키호테, H&M 시부야 스토어가 위치해있다.